# Machaeropteris taciturna
Machaeropteris taciturna är en fjärilsart som beskrevs av Edward Meyrick 1911. Machaeropteris taciturna ingår i släktet Machaeropteris och familjen äkta malar.
Artens utbredningsområde är Sri Lanka. Inga underarter finns listade i Catalogue of Life.